# مایک دوهرتی
مایک دوهرتی (انگلیسی: Mike Doherty؛ زادهٔ ۸ مارس ۱۹۶۱) بازیکن فوتبال اهل بریتانیا است.
از باشگاه‌هایی که در آن بازی کرده‌است می‌توان به باشگاه فوتبال یئوویل تاون، باشگاه فوتبال آلترینچام، باشگاه فوتبال مکلسفیلد تاون، باشگاه فوتبال ویموث، باشگاه فوتبال ردینگ، باشگاه فوتبال سلو تاون، باشگاه فوتبال بیزینگ‌استوک تاون، باشگاه فوتبال فارن‌بورو، و باشگاه فوتبال وایکام واندررز اشاره کرد.